# Caspiae Pylae
Les Portes Càspies (en grec antic: Κάσπιαι Πύλαι, Káspiai Pýlai, llatí: Portae Caspiae) foren una sèrie de ports de muntanya pròxims a la mar Càspia coneguts perquè Alexandre el Gran hi va passar mentre perseguia el rei Darios després de Gaugamela. Eren situats al punt en què es trobaven els límits entre les satrapies de Mèdia (oest), Pàrtia (est) i Hircània (nord), a prop de Raga. Actualment s'anomena Dereh, entre Hark-a-Koh i Siah-koh.